# Crema (farmàcia)
En medicina i farmàcia, una crema és un preparat semi-sòlid per al tractament tòpic (tòpic). Té una base d'aigua (a diferència d'una pomada o d'un ungüent. Les cremes contenen d'un 60 a 80% d'aigua, per a poder formar un líquid espès i homogeni.
Aquests preparats (que, com s'ha dit, han de ser administrats per ús tòpic) solen ser multifase: sempre contenen una fase lipòfida i una altra fase hidròfila. Un estudi recent ha descobert que l'aplicació de certes cremes hidratants augmenta la incidència de càncer de pell en ratolins.

## Classes
- Crema antimicòtica
- Crema hidratant
- Crema solar (crema per protegir pell humana del sol amb el seu filtre UV).
- Per a la pell (cremes protectores).
- Per a dins de l'ull (crema per als ulls).
- Per a la vagina (crema vaginal).
- Per al nas (crema nasal).
- Per l'orella
- Per als llavis (crema de llavis).